# Kuglstadt (Isen)
Kuglstadt (auch Kugelstadt) ist ein Gemeindeteil des Marktes Isen im oberbayerischen Landkreis Erding.

## Lage
Der Weiler Kuglstadt liegt 1,4 Kilometer nordöstlich des Isener Marktplatzes in der Gemarkung Westach.

## Geschichte
Kuglstadt wurde 1654 erstmals erwähnt. Der Ort gehörte ursprünglich zur Obmannschaft Steinsberg in der freisingischen Herrschaft Burgrain. Durch die Säkularisation gelangte die Herrschaft Burgrain in den Besitz Kurpfalz-Bayerns (ab 1806 Königreich Bayern). Seit dem bayerischen Gemeindeedikt von 1818 war Kuglstadt ein Teil der Gemeinde Westach. Im Rahmen der bayerischen Gebietsreform von 1972 schloss sich Westach am 1. April 1971 dem Markt Isen an.

## Hubertuskapelle
Die Hubertuskapelle wurde 2008 bis 2010 von Jägern und Handwerkern mithilfe von Spenden der ortsnahen Bevölkerung errichtet. Das für den Bau der Kapelle benötigte Grundstück wurde von vier befreundeten Jägern aus der Umgebung langfristig gepachtet. Nach der Fertigstellung wurde die Hubertuskapelle kirchlich geweiht und steht Besuchern das ganze Jahr über zur Verfügung. Die vier Hubertusfreunde kümmern sich um die Instandhaltung und die Pflege der Kapelle.

## Bevölkerungsentwicklung

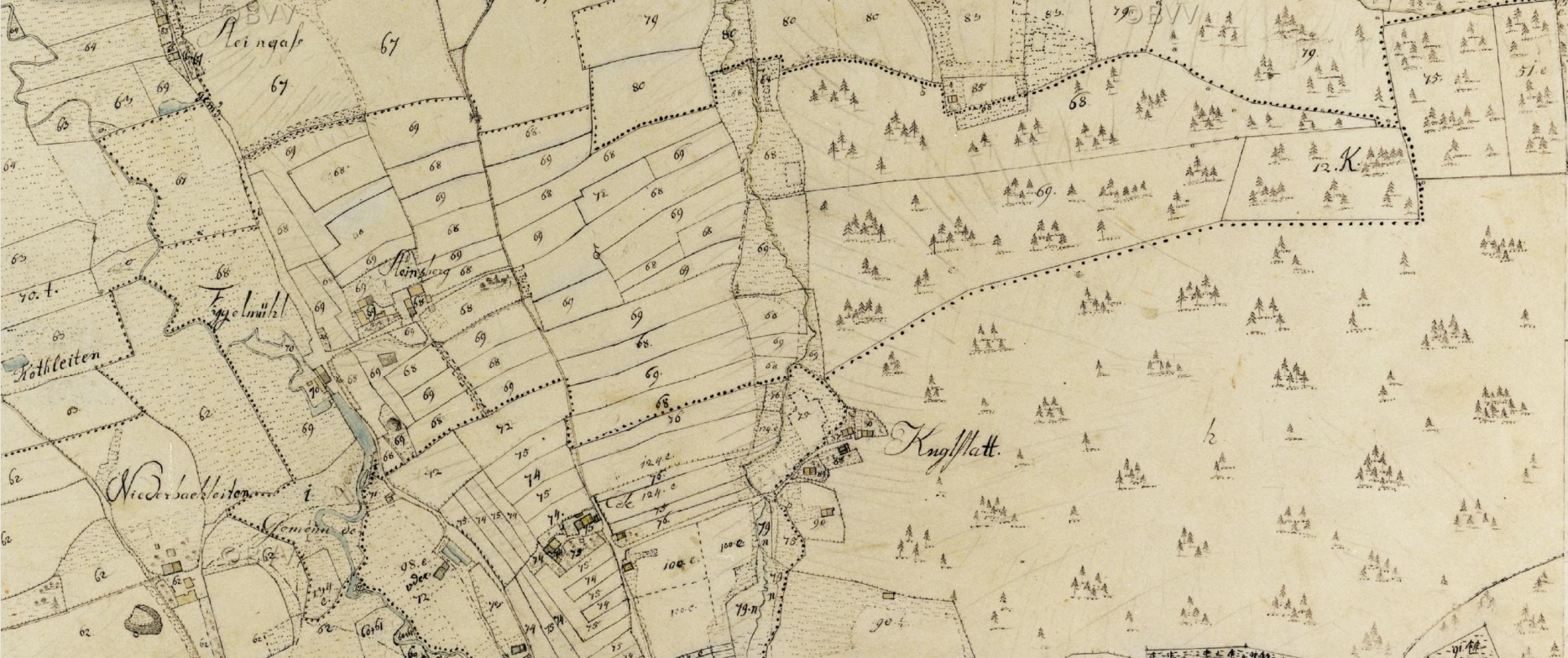
Kuglstadt östlich der „Figgelmühl“ an der Isen im bayerischen Urkataster um 1843

Im Jahr 1739 bestand der Ort aus 6 Anwesen. Um 1861 lebten in Kuglstadt 22 Einwohner in sechs Gebäuden. In der Nachkriegszeit des Ersten Weltkriegs stieg die Bevölkerungszahl auf 27 Einwohner. Im Mai 1987 lebten dort 17 Einwohner in vier Wohnhäusern.
| Jahr      | 1861 | 1871 | 1925 | 1950 | 1970 | 1987 |
| Einwohner | 22   | 18   | 27   | 18   | 7    | 17   |

## Bekannte Personen
- Franz Seraphin Schöllhammer (* 1. Juli 1817 in Kuglstadt), Philosoph und Theologe[11][12][13][14]